# Tito Vespasiano Strozzi
Tito Vespasiano Strozzi (Ferrara, 1424 - Racano, 30 d'agost de 1505) fou un poeta italià.

## Vida
Descendent d'una branca d'exilats de la família florentina Strozzi, era fill de Giovanni Strozzi, que serví com a comandant de Nicolau III d'Este a Ferrara, i de Constanza Costabili. Va ser educat en les humanitats i l'estudi dels clàssics (tal com indica el seu nom, homenatge a dos importants emperadors romans) a l'escola de Guarino de Verona. Tenia tres germans i diverses germanes, alguns d'ells fills de Lucy, mare de Matteo Maria Boiardo.
Patrici de Ferrara, aconseguí una posició important en la cort civil dels Este i gaudia dels beneficis de ser el poeta de la cort, sota la protecció dels consecutius titulars: Leonello, Borso i Hèrcules I d'Este. Va ser armat cavaller per Hèrcules el 1473, va exercir de governador de Rovigo i Polesine entre 1473 i 1484, i de Giudice dei Savi de 1497 a 1505, càrrec que heretà el seu fill Hèrcules Strozzi, també escriptor. Fou un dels membres del seguici que acompanyà Borso d'Este a Roma el març de 1471, on el papa Sixt IV va promocionar el marquesat a ducat de Ferrara.

## Obra

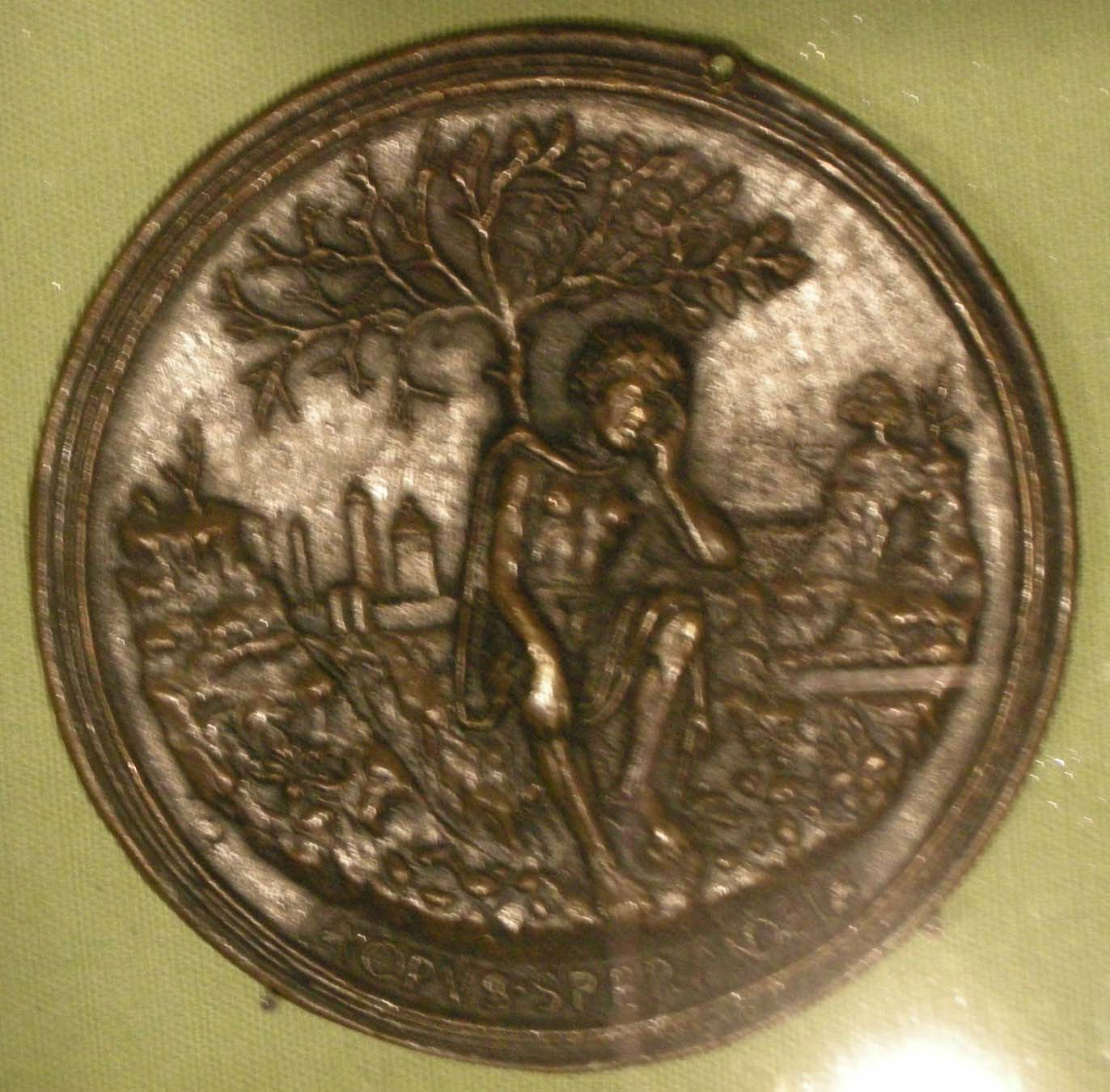
Medalla de Tito Vespasiano

Assolí gran fama com a poeta humanista, amb una sèrie de refinades elegies en llatí i alguns sonets en llengua vernacla. Les seves obres principals són: La Borseide, poema èpic pràcticament perdut en honor de Borso d'Este, i Il lupo malvagio, que deixà sense acabar. També destaca la sèrie de sis llibres Eroticon on, cantant l'amor per Anzia -primer- i per Filliroe -després-, manifesta la fusió dels clàssics llatins amb la inspiració petrarquista. També va escriure epigrames, sermons i èglogues.
La seva obra va ser publicada per Aldo Manuzio en 1513, juntament amb les composicions del seu fill Hèrcules, amb el títol de Strozii poëtae pater et filius.